# Love Has Its Ways
«Love Has Its Ways» — пісня шведського дуету «Björn & Benny» (Бьорн Ульвеус/Бенні Андерсон), який пізніше перетворився в гурт ABBA. Головний вокаліст — Ульвеус.

## Історія
Після того як випущений в лютому 1972 року сингл «She's My Kind of Girl» досягнув в Японії помітного успіху, будучи проданим в більш ніж 150 тис. копій, учасники дуету вирішили не зупинятися на досягнутому. Проте реліз пісні «En Karusell|En Carousel» виявився провальним і не потрапив в жоден з значущих японських чартів.
Незважаючи на ці обставини, японська звукозаписуюча компанія CBS/Sony вірила в перспективність шведських музикантів, й вирішила дати їм ще один шанс. Лейбл надав Ульвеус і Андерссон мелодію, на яку вони повинні були, як і у випадку з «She’s My Kind of Girl», написати вірші про втрачене кохання.
У серпні 1972 року пісня була записана, і 11 грудня того ж року «Love Has Its Ways» була випущена як сингл для Японії разом з ранньою версією композиції « Rock'n Roll Band» в якості другої сторони. Не потрапивши до лістинг найбільш авторитетного хіт-параду Oricon,в радіочарті All Japan Pop 20 композиція зуміла досягти 22-й позиції.
Сингл став останнім релізом дуету, так як на той час уже почалися сесії для альбому «Ring Ring» - майбутнього дебюту групи ABBA, тоді мала назву «Björn & Benny, Agnetha & Anni-Frid».
«Love Has Its Ways» представлена на CD-перевиданні альбому «Lycka» з 2006 року.